# Somniosus antarcticus
Somniosus antarcticus é uma espécie de peixe da família Somniosidae.
Pode ser encontrada nos seguintes países: Austrália, Nova Zelândia e África do Sul.
Os seus habitats naturais são: mar aberto.